# آلوارو نونز
آلوارو نونز (انگلیسی: Álvaro Núñez؛ زادهٔ ۱۱ مهٔ ۱۹۷۳) بازیکن سابق فوتبال اهل اروگوئه است که در پست دروازه‌بان بازی می‌کرد.
وی همچنین در تیم ملی فوتبال اروگوئه بازی کرده‌است.